# Esra'a Al-Shafei
Esra'a Al-Shafei est une activiste des droits de l'homme originaire du Bahrein, blogueuse, fondatrice et directrice exécutive de Mideast Youth. Elle est liée à d'autres projets, dont crowdvoice.org. Al-Shafei est une fellow de TED, de Echoing Green, est membre du conseil d'administration de la Wikimedia Foundation et a été citée par George Webster de CNN comme une « fervente défenseur de la liberté de parole ». 
Elle figure en 2011 dans Fast Company comme l'une des 100 personnes les plus créatives du monde des affaires. En 2011, The Daily Beast la liste parmi les 17 blogueurs les plus courageux au monde. 
Elle promeut la musique comme moyen d'avancer le changement social et fonda Mideast Tunes, qui est l'une des plus importantes plateformes pour les musiciens underground du Moyen-Orient et d'Afrique du nord.